# NAMC YS-11
El NAMC YS-11 és un avió bimotor amb turbohèlice construït pel consorci japonès, NAMC.

## Disseny i desenvolupament
El programa va ser iniciat pel Ministeri d'Indústria i Comerç Internacional l'any 1954 i l'aeronau es va llançar al mercat el 1962, finalitzant la seva producció el 1974. Tot i la seva discreta producció, el YS-11 va passar a la història aeronàutica en ser el primer avió comercial dissenyat i construït íntegrament pel Japó.
Els treballs del projecte inicial van ser compartits per sis empreses: Mitsubishi Heavy Industries, Kawasaki Heavy Industries, Fuji Heavy Industries, Ltd (actualment divisió aerospacial de Subaru Corporation), ShinMaywa, Japan Aircraft i Showa, les quals, juntes, van formar la Nihon Aircraft Manufacturing Corporation Ltd. (NAMC).
El primer prototip va volar a l'aeroport de Nagoya (Japó) el 30 d'agost e 1962. Va rebre el certificat japonès de vol el 25 d'agost de 1964 i el de la FAA (Federal Aviation Administration) el 9 de setembre de 1965.
Es van produir un total de 182 aeronaus en total, de les que 82 foren exportades a 15 països.

## Variants
- YS-11-100
- YS-11-105
- YS-11-112
- YS-11-200
- YS-11-206
- YS-11-218
- YS-11-300
- YS-11-303
- YS-11-305
- YS-11-400
- YS-11-402
- YS-11-500
- YS-11-600
- YS-11